# Jiří Spáčil (soudce)
Jiří Spáčil (* 21. ledna 1953 Brno) byl soudcem Nejvyššího soudu České republiky. Je uznáván jako odborník v oboru občanského práva, zejména v oblasti věcných práv, externě dlouhá léta působil na katedře občanského práva Právnické fakulty Masarykovy univerzity.

## Život
Absolvoval brněnskou právnickou fakultu a roku 1980 se stal prokurátorem na úseku všeobecného dozoru u brněnské městské prokuratury. Už o dva roky později přešel ke krajské prokuratuře, kde vyřizoval agendu všeobecného dozoru ve věcech stavebních a podněty ke stížnostem pro porušení zákona v občanskoprávních věcech. Roku 1990 byl, i přes své dřívější členství v KSČ, jmenován vedoucím krajským prokurátorem, později náměstkem generálního prokurátora. V této době byl také členem komise České národní rady pro justici a odborné komise Ministerstva spravedlnosti pro občanské právo. Soudcem Nejvyššího soudu se stal v roce 1993, působil zde až do konce roku 2023 jako předseda senátu občanskoprávního a obchodního kolegia. V roce 2015 obdržel Randovu stříbrnou medaili. Je jedním ze 100 absolventů Masarykovy univerzity oceněných u příležitosti 100 výročí jejího vzniku.
Kromě toho se věnuje i právně teoretickým otázkám, v roce 1985 obhájil disertační práci na téma Věcně právní prostředky ochrany práva vlastnického a získal vědeckou hodnost kandidáta věd. Od té doby také externě přednášel na brněnské právnické fakultě a od roku 1990 byl členem její vědecké rady. Byl ovlivněn názory svého učitele prof. Josefa Macura. Je autorem řady vědeckých i prakticky zaměřených publikací a článků z oblasti občanského práva. Z knižních publikací: Ochrana vlastnictví a držby v občanském zákoníku (2. vydání, C. H. Beck, 2005), Věcná břemena v občanském zákoníku (C. H. Beck, 2006) nebo Společné jmění manželů v teorii a v judikatuře (s J. Dvořákem, Wolters Kluwer ČR, 2008). Spolu s J. Švestkou byl vedoucím autorského kolektivu velkého komentáře k občanskému zákoníku, vydávaného nakladatelstvím C. H. Beck v letech 2008 a 2009, v roce 2013 autorského kolektivu třetího dílu komentáře k novému občanskému zákoníku – Občanský zákoník III. Komentář (2. vydání 2021), stejně jako učebnice občanského práva – věcných práv (C. H. Beck, 2018, 2. vydání 2022). Inicioval založení edice „Klasická právnická díla“, vydávané nakladatelstvím Wolters Kluwer, a byl jejím prvním editorem. V roce 2023 vydalo nakladatelství C. H. Beck u příležitosti jeho 70. narozenin sborník Pocta Jiřímu Spáčilovi. 